# Irena Doroszkiewicz
Irena Doroszkiewicz, również Doroszkiewicz-Fiedziukiewicz (ur. 24 sierpnia 1965 w Białymstoku) – nadinspektor Policji, komendant wojewódzki policji w Opolu w latach 2013-2016.

## Życiorys
Pochodzi z Białegostoku. Z wykształcenia jest magistrem pedagogiki. Z policją była związana od 25. roku życia. Była między innymi naczelnikiem w wydziale kadr i szkoleń Komendy Miejskiej Policji w Białymstoku, kierownikiem Wydziału Kontroli i zastępcą naczelnika Wydziału Zaopatrzenia, Inwestycji i Remontów Komendy Wojewódzkiej Policji w Białymstoku, a w latach 2010–2013 komendantem miejskim policji w Białymstoku. W 2013 objęła funkcję komendanta wojewódzkiego policji w Opolu (po odwołaniu nadinspektora Leszka Marca).
23 lipca 2015 podczas uroczystości związanych ze Świętem Policji jako pierwsza kobieta w historii polskiej Policji odebrała akt mianowania na stopień nadinspektora Policji z rąk Prezydenta RP Bronisława Komorowskiego. Aby podczas uroczystości wręczenia aktu mianowania na stopień nadinspektora Irena Doroszkiewicz mogła wystąpić w przepisowym umundurowaniu, zmieniono rozporządzenie Ministra Spraw Wewnętrznych w sprawie umundurowania policjantów. Na podstawie zmienionego rozporządzenia do ubioru służbowego, wyjściowego i galowego dla nadinspektora Policji i generalnego inspektora Policji wprowadzono „spódnicę z lampasami dla kobiet”. Spódnica w kolorze ciemnogranatowym ma przy bocznych szwach naszyte lampasy o szerokości 2,5 cm każdy i wypustki w kolorze ciemnoniebieskim.

W 2016 odeszła na emeryturę.

## Odznaczenia
- Brązowy Krzyż Zasługi – 2003[1]
- Srebrny Medal za Długoletnią Służbę – 2011
- Srebrna Odznaka „Zasłużony Policjant” – 2012[9]
- Brązowy Medal za Zasługi dla Straży Granicznej
- Medal „Pro Patria”
- Medal „Pro Memoria”
- Srebrny Medal Opiekuna Miejsc Pamięci Narodowej – 2012[10]